# Börje Fornstedt
Emil Börje Fornstedt, född 4 februari 1926 i Edsbyn, Ovanåkers församling, Gävleborgs län, död 22 september 2015 i Djursholm, Danderyds församling, Stockholms län, var en svensk tennisspelare i Stockholms Allmänna Lawntennisklubb från 1939. 
Fornstedt var från mitten av 1940-talet till mitten av 1950-talet en av Sveriges bästa dubbelspelare och medlem av Sveriges Davis Cup lag.
Fornstedt vann skandinaviska mästerskapen 1948 i singel och i dubbel med Sven Davidson samt nådde singelfinalen i Monte Carlo 1948. Han vann Franska mästerskapen i dubbel 1948 tillsammans med Kurt Nielsen. Han vann även första Israeliska internationella mästerskapen 1949 i både singel och dubbel. Efter sin tenniskarriär ägnade Fornstedt mycket tid och engagemang på att få fram nästa generation tennisspelare.
Fornstedt vann totalt 6 SM-titlar i dubbel och mixed. Han var också grundare av Stockholm Open 1969 tillsammans med bland annat Sven Davidson, och fick 1994 Hans Majestäts Konungens medalj av 8:e storleken i högblått band för sina insatser i svensk tennis.